# Minéralurgie
Minéralurgie est un terme créé à la fin du XVIIIe siècle sur le modèle du mot métallurgie par Hassenfratz pour désigner l'ensemble des opérations de préparation mécanique des minerais. Au XIXe siècle, on parlait aussi d'enrichissement des minerais pour désigner cette succession d'opérations qui permet de passer du minerai brut au minerai marchand.
Aujourd'hui, l'objet de la minéralurgie est d’extraire, à partir des matières premières minérales, des produits durables utiles, dont il faudra tirer des bénéfices[Quoi ?], dans des conditions économiques données et dans un site où il conviendra de respecter l'environnement. Elle est l'étape amont de la métallurgie.
La minéralurgie consiste en un ensemble de procédés de traitement de minerai. Il peut s'agir de techniques mécaniques, thermiques, chimiques, biologiques, etc. On parle alors de mécanominéralurgie, hydrominéralurgie, pyrominéralurgie et biominéralurgie.
Un procédé minéralurgique comporte grossièrement deux étapes successives (il est en réalité la plupart du temps beaucoup plus complexe) :
- la préparation mécanique (fragmentation), composée d'un concassage éventuellement suivi d'un broyage ; ces opérations peuvent s'effectuer en plusieurs étapes, avec des criblages intermédiaires visant selon le cas à éliminer une partie (stérile) du minerai ou à recycler vers l'amont les plus grosses particules ;

- la séparation proprement dite des phases minérales intéressantes et de la gangue (ou stérile) ; on peut utiliser des méthodes purement physiques (magnétiques, gravimétriques (table vibrante, séparateur spirale, concentrateur Jig (en), etc.), optiques, électrostatiques, etc.), physico-chimiques (flottation, lixiviation, etc.), biochimiques (action de bactéries), ou chimique (grillage, solubilité, etc.).

Le concentré obtenu fait souvent l'objet d'un conditionnement final avant d'être envoyé vers la métallurgie : séchage (voire calcination), bouletage, mélange, etc.

## Biominéralurgie
La biominéralurgie fait intervenir dans les processus de préparation des minerais, des micro-organismes qui sont étudiés par la géomicrobiologie.